# Irish League 1938-1939
L'Irish League 1938-1939 è stata la 45ª edizione della prima divisione del campionato nordirlandese di calcio.
Il campionato era formato da quattordici squadre e il Belfast Celtic vinse il titolo. Non vi furono retrocessioni.

## Classifica finale
| Pos. | Squadra          | G  | V  | N | P  | GF | GS | Punti |
| ---- | ---------------- | -- | -- | - | -- | -- | -- | ----- |
| 1    | Belfast Celtic   | 26 | 19 | 2 | 5  | 97 | 32 | 40    |
| 2    | Ballymena United | 26 | 15 | 5 | 6  | 63 | 54 | 35    |
| 3    | Derry City       | 26 | 15 | 3 | 8  | 84 | 47 | 33    |
| 4    | Portadown        | 26 | 15 | 3 | 8  | 84 | 56 | 33    |
| 5    | Linfield         | 26 | 14 | 2 | 10 | 58 | 40 | 30    |
| 6    | Glentoran        | 26 | 14 | 1 | 11 | 65 | 69 | 29    |
| 7    | Glenavon         | 26 | 12 | 4 | 10 | 67 | 57 | 28    |
| 8    | Ards             | 26 | 11 | 6 | 9  | 63 | 66 | 28    |
| 9    | Newry Town       | 26 | 9  | 8 | 9  | 43 | 48 | 26    |
| 10   | Distillery       | 26 | 9  | 4 | 13 | 53 | 56 | 22    |
| 11   | Larne            | 26 | 8  | 4 | 14 | 45 | 73 | 20    |
| 12   | Bangor           | 26 | 6  | 7 | 13 | 37 | 71 | 19    |
| 13   | Cliftonville     | 26 | 5  | 2 | 19 | 38 | 81 | 12    |
| 14   | Coleraine        | 26 | 3  | 3 | 20 | 40 | 87 | 9     |

G = Partite giocate; V = Vittorie; N = Nulle/Pareggi; P = Perse; GF = Goal fatti; GS = Goal subiti; 